# Los Hermanos (groupe brésilien)
Pour les articles homonymes, voir Los Hermanos.
Los Hermanos est un groupe de rock alternatif brésilien, originaire de Rio de Janeiro. Le groupe est formé en 1997 autour de Marcelo Camelo (chant/guitare), Rodrigo Amarante (flute/guitare/chant), Rodrigo Barba (percussions) et Bruno Medina (claviers). Le groupe devient inactif en 2007, bien qu'il se soit produit à deux reprises à São Paulo et Rio de Janeiro en mars 2009, en première partie de Kraftwerk et Radiohead. Il se reforme en 2010.

## Biographie

### Formation et débuts (1997–1999)
À leurs débuts, des étudiants de l'Université pontificale catholique de Rio de Janeiro, Marcelo Camelo (étudiant en journalisme), et Rodrigo Barba (en psychologie) forment un groupe axé punk hardcore. En outre, le groupe recrute un saxophoniste et, plus tard, le claviériste Bruno Medina, lui aussi étudiant de la même université. Après l'arrivée des musiciens Rodrigo Amarante (chant, guitare et percussions) et Patrick Laplan (basse), et le départ de trois musiciens de leur formation (le trompettiste Marcio et les saxophonistes Carlos et Victor), le groupe enregistre ses premières chansons-démos, Chora et Amor e Folia, en 1997.
Ces démos se popularisent dans la scène underground de Rio de Janeiro. Leurs deux premières démos se retrouveront dans les mains de Paulo André, le producteur du festival Abril Pro Rock. Plus tard, Los Hermanos sont appelés à jouer au Superdemos, un grand festival de musique indépendante, et au festival Abril Pro Rock, à Recife, l'un des festivals qui révèlent les nouveaux groupes du moment.

### Los HermanosetAnna Julia(1999–2001)
Leur album, l'éponyme Los Hermanos, sorti en 1999, est un énorme succès, porté par son premier single, Anna Júlia. L'album, qui mêle rock, ska et samba, est produit par le célèbre producteur Rick Bonadio, connu pour avoir popularisé des bandes-phénomènes. Bonadio aurait convaincu le groupe d'intégrer la chanson dans leur répertoire. 
Le single est diffusé sur de nombreuses chaînes de radio à travers le pays, et à divers événements tels que des foires agricoles et des rencontres de football,,. Il est d'ailleurs joué devant 80 000 personnes personnes dans certains festivals du pays,. Le groupe participera même à des émissions télévisées populaires brésiliennes. En seulement un semestre, Anna Júlia atteint la première position des chaines de radio dans le pays. Le clip du single, qui fait participer l'actrice Mariana Ximenes, est diffusé en continu sur les chaines musicales telles que MTV. 
La même année, l'album Los Hermanos compte 300 000 exemplaires exemplaires vendus, et compte désormais deux singles dans le hit-parade, comme le mentionné Anna Júlia et Primavera. L'album est également nommé aux Grammy Awards en 2000. À la remise des prix, diffusée sur Multishow, en 2000, Marcelo Camelo révèle être gêné de gagner face à Chico Buarque dans la catégorie de la meilleure chanson pour Anna Júlia. Embarrassé, il déclare : « Je ne sais même pas quoi dire, je me sens gêné de gagner un prix face à Chico Buarque. » Le succès de Anna Júlia, dans un sens général, éclipsera le reste de la carrière du groupe, ce qui mènera certains à penser qu'ils ne sont qu'un one hit wonder, malgré le succès de leurs autres œuvres à venir. La chanson est reprise par de nombreux artistes différents, comme Jim Capaldi et George Harrison.

### Bloco do eu sozinho(2001–2003)

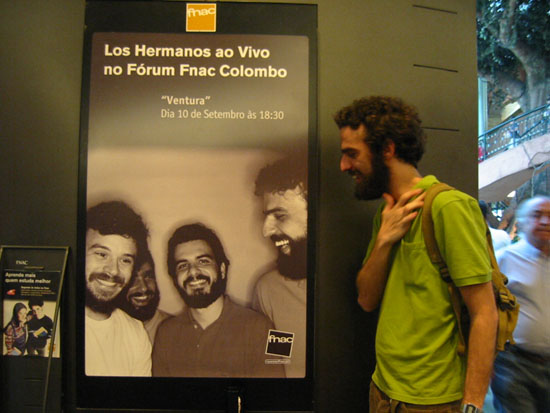
Marcelo Camelo à la Fnac en 2003.

Après le succès de leur premier album, en 2001, le groupe sort Bloco do eu sozinho, au label Abril Music. Il se caractérise par un mélange de bossa nova, samba et d'autres rythmes brésiliens. Certaines des chansons de cet album sont joués au Rock in Rio III. Le groupe perd son bassiste Patrick Laplan, à cause de divergences musicales ; celui-ci formera son propre groupe, Eskimo. Le single Bloco... surprendra une grande partie du public. 
Le nombre de ventes ne dépassent pas ceux du premier album, et le groupe joue désormais dans de plus petites salles de concerts devant un public plus restreint. 
Cependant, le groupe peut compter sur ses fidèles soutiens pour le porter au sommet. Des chansons comme Todo Carnaval tem seu Fim (premier single), A Flor, et Sentimental, seront des succès underground. Finalement, les critiques commencent à s'intéresser et féliciter l'album, qui gagne en notoriété au sein du grand public. Le guitariste Rodrigo Amarante apportera sa contribution avec des chansons comme Retrato pra taiá, Sentimental, Cher Antoine et A flor (avec Marcelo Camelo). Ils font participer les groupes Fordsupermodels et Luau MTV, aux versions acoustiques des premier et deuxième albums de Los Hermanos, plus tard réédités en DVD. Bloco do eu sozinho est finalement considéré comme l'« un des meilleurs albums de rock brésiliens de tous les temps », mais qui n'a pas eu beaucoup d'impact principalement en raison de conflits avec leur label Abril Music.

### Ventura(2003–2005)
La suite de Bloco do eu sozinho, intitulée Ventura, est publiée en 2003. Il se caractérise par un son encore plus influencé par la samba, le choro et la bossa nova. Bien qui ne soit pas bien accueilli du côté des ventes, l'album est acclamé par la presse spécialisée, qui propulse le groupe au rang de ceux qui définissent de rock alternatif au Brésil, principalement grâce aux paroles élaborées, et à leur mélange de rythmes brésiliens à du rock.
L'année 2003 assiste à la signature du groupe chez BMG (maintenant Sony Music). À ce label, Los Hermanos publient l'album Ventura. Ce troisième album présente les multiples facettes de Los Hermanos. De Samba a dois au pop rock de O vencedor, en passant par les dialogues de Conversa de botas batidas à Do Lado de Dentro, Ventura est l'album qui consolide la popularité du groupe sur la scène nationale. Le premier single, Cara estranho, est marqué par une bonne présence sur les radios et à la télévision. La chanteuse Maria Rita, dans son album éponyme, enregistre trois chansons avec Marcelo Camelo : Santa Chuva, Cara valente et Veja bem meu bem". Le groupe joue désormais de nouveau dans des salles remplies de monde. Pendant leur tournée Ventura, ils enregistrent le DVD Live at Cine Iris, lors d'un concert organisé à Rio de Janeiro. À cette période, le groupe enregistre la bande originale du court-métrage Castanho d'Eduardo Valente. Aux VMB 2003, ils sont récompensés par le chanteur et compositeur Caetano Veloso.
En janvier 2004, le groupe joue à l'émission Domingão Faustão. En juillet 2004, Marcelo Camelo est agressé par le chanteur des Chorão, Charlie Brown Jr., dans le hall d'entrée de l'aéroport de Fortaleza ; il est appréhendé par la police fédérale. Charlie Brown Jr. lui enverra une lettre d'excuses pour cette agression, mais Camelo le poursuivra en justice pour préjudice morale et réclamera l'indemnisation de leurs concerts annulés. Cette agression se serait faite à la suite des déclarations de Marcelo Camelo et Rodrigo Amarante, au magazine HI, concernant la récente campagne de publicité pour Coca-Cola.
En 2008, Bloco do eu sozinho et Ventura figurent dans la liste des « 100 meilleurs albums brésiliens de tous les temps » du magazine Rolling Stone. Ils se classe 42e et 68e, respectivement.

### 4et séparation (2005–2007)
En 2005 sort leur quatrième album, simplement 4. Produit par Alexandre Kassin, qui s'était occupé de leurs deux derniers albums, 4 est plus introspectif. Le groupe se sépare en 2007.

### Retour (depuis 2010)
En 2010, le groupe effectue une mini-tournée avec des concerts à Fortaleza (Ceará Music), Salvador et Recife. En octobre 2010, ils jouent au Festival de música SWU, à São Paulo. En novembre 2011, pour fêter les 15 années d'existence du groupe, ils annoncent une tournée nationale dans 12 villes brésiliennes, d'ici à 2012 entre avril et juin. Le 5 décembre 2014, le groupe annonce une nouvelle réunion les 30 et 31 octobre 2015 pour les 450 ans de la ville de Rio de Janeiro.

## Membres

### Membres actuels
- Marcelo Camelo — auteur-compositeur, chant, guitare rythmique, guitare
- Rodrigo Amarante — guitare, chant, auteur-compositeur, claviers
- Bruno Medina — claviers
- Rodrigo Barba — batterie

### Ancien membre
- Patrick Laplan - basse

## Discographie

### Albums studio
- (1999) Los Hermanos
- (2001) Bloco do Eu Sozinho
- (2003) Ventura
- (2005) 4

### Albums live
- (2008) Los Hermanos na Fundição Progresso - 09 de Junho de 2007

### DVD
- (2004) Los Hermanos no Cine Íris - 28 de Junho de 2004
- (2008) Los Hermanos na Fundição Progresso - 09 de Junho de 2007